# Jacques Robertfrance
Raymond-Pierre-Auguste François connu sous le pseudonyme de Jacques Robertfrance, né le 11 octobre 1897 à Paris (15e) et mort le 13 octobre 1932 à Versailles, est un poète et éditeur français.

## Biographie
Après le baccalauréat, il entame des études universitaires que la guerre perturbe. En janvier 1916, il est mobilisé, puis réformé en avril en raison de ses problèmes de cœur. En avril 1917, bien que sa réforme soit maintenue, il est mobilisé dans les services auxiliaires, comme secrétaire d'état-major puis comme infirmier militaire, ce qui lui permet d'être sur le front, notamment pendant la bataille de Verdun. En 1919 il est définitivement réformé et même proposé pour une pension d'invalidité par l'armée en raison de la détérioration de son état cardiaque, qui entraînera d'ailleurs sa mort prématurée.
Jacques Robertfrance se fait connaître en entrant aux éditions Rieder au lendemain de la Première Guerre mondiale comme chef de la publicité. Il en devient en 1926 le secrétaire général et s'occupe en partie avec Albert Crémieux de la direction littéraire.
Il entre aussi dans l'équipe de René Arcos aux éditions du Sablier et sera le co-secrétaire de rédaction avec Jean Prévost de la revue Europe de 1927 à 1929,, revue où il est entré en 1923. Il laisse une vaste correspondance avec les écrivains de l’entre-deux-guerres en particulier avec Romain Rolland mais aussi avec Henry de Montherlant, Jean Guéhenno, Paul Nizan, Jean-Richard Bloch, André Chamson, Valéry Larbaud, Jean Paulhan, , etc.
Georges Duhamel lui dédie en 1929 son roman Chant du Nord publié aux éditions du Sablier.
Philippe Soupault le décrit ainsi : « Jacques Robertfrance, un grand garçon, trop grand, disait-on, pour son âge, malgré son apparence était très dynamique et un « bourreau » de travail... »
,
Il meurt brutalement d'une affection cardiaque le 13 octobre 1932, deux jours après son anniversaire.

## Œuvre
- 1920 : Les poèmes dans la maison triste, bois gravés de Jean-Paul Dubray, édition Le Livre et l'image
- 1923 : Le conflit de Freud et du freudisme, in Europe no 10, 15 octobre 1923